# Jeremy Christie
Jeremy John Christie (Whangarei, 1983. május 22.) új-zélandi válogatott labdarúgó.

## Sikerei, díjai

### Klub
- Waitakere United
  - Új-zélandi bajnok: 2009-2010

### Válogatott
- Új-Zéland
  - OFC-nemzetek kupája: 2008